# U6-os metróvonal (Bécs)
Az U6-os metróvonal (eredeti német nevén U-Bahnlinie 6) a bécsi metróhálózat második leghosszabb tagja és Bécs egyetlen könnyűmetrója. Műszakilag nagyban különbözik az első 4 metrótól, mivel itt a járművek nem harmadik sínből, hanem felsővezetékből kapják az áramot. A metró az 1898-ban megnyitott régi bécsi Stadtbahn (városi vasút) viaduktjain halad.
A vonal színe: barna.

## Története

### Gőzvasút az 1800-as évek végén

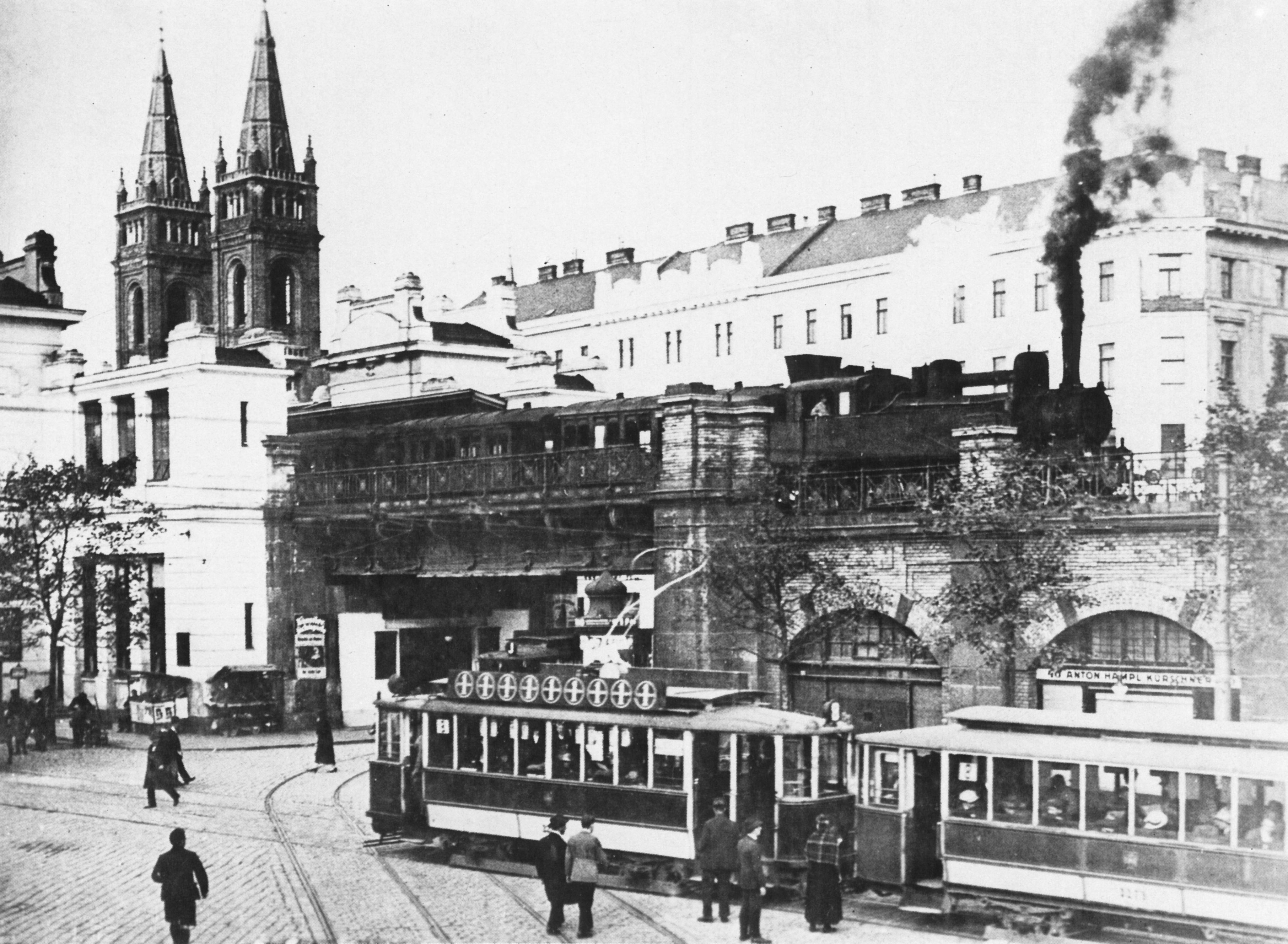
gőzüzemű Stadtbahn szerelvény a mai U6-os metrón

A metró története egészen a Stadtbahn megépítéséig nyúlik. A Stadtbahn Bécs városát átszelő vasútvonalakból állt. A bécsi Stadtbahn ezen a néven 1898-tól 1989-ig üzemelő helyi tömegközlekedési eszköz volt, amelyet Otto Wagner építész egyik fő művének is tartanak. Ezt a hálózatot eredetileg Bécs közlekedésének szerves részeként képzelték el. Azonban a hálózat nem hozta az elképzelt sikereket. Egyrészről a vonalak nem érintették a belvárost, így az utazók többsége nem tudta használni, másrészről a menetjegyek is túl drágák voltak, illetve a díjszabás nem volt a villamoshálózatéval összehangolva. Érdekes módon a menetidők hosszabbak voltak, mint a párhuzamosan futó villamosvonalak esetében. Az alacsony jegyárbevétel miatt az üzemeltetés erősen veszteséges volt. Az első világháború gazdasági következményei miatt pedig drága mulatságának tűnt, ezért a közlekedést 1918. december 8-án leállították. A vonatokat a háborús helyzet lezárása után 1922. június elsején indították újra. A népszerűség azonban nem javult, így az állami vasúttársaság abbahagyta az üzemeltetést, helyére Bécs városa lépett. A hálózatot ekkor leválasztották a vasúti hálózatról elektronizálták és Wiener Elektrische Stadtbahn néven újraindították 1925-ben.

### A gőzüzemű vasút villamosítása

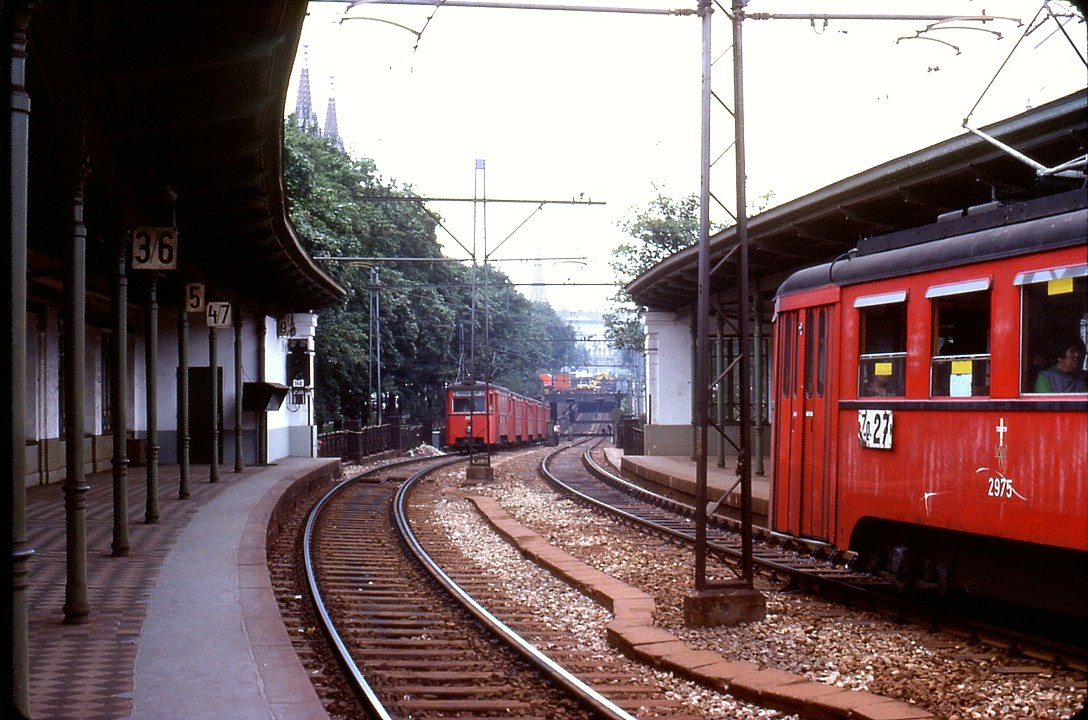
Gumpendorfer Straße az elektromos Stadtbahn N_{1} típusú kocsijával

Az 1925-ös átadással az elektromos Stadtbahn a korábbi gőzvasút Vorortelinie, Wientallinie, Donaukanallinie és Gürtellinie szakaszán üzemelt. Az áramot a felsővezetékből kapta, a járművek pedig kinézetre igen hasonlítottak egy egyszerű villamosra, sőt normál villamosként is tudtak működni, a vonal ekkor már összességében igen hasonlított a majdani U6-ra. Az elektromos Stadtbahnhálózat így évtizedeken át töretlenül működött a mai U4-es és U6-os metró vonalán.
Az elektromos Stadtbahnhálózat évtizedeken át működött megbízhatóan, azonban az 1970-es években már elavultnak számított, így ezt a hálózatot is elkezdték modernizálni. Először csak teszt jelleggel átépült a Heiligenstadt–Friedensbrücke szakasz (ma: U4-es vonal), mely 1976 óta szállít utasokat. Ezt követően a Stadtbahn Wientallinie és Donaukanallinie vonalai fokozatosan lettek átalakítva metróvá, melyre az U4-es metrót vezették.
A Gürtellinie még sokáig Stadtbahn üzemű maradt. 1979-ben bemutatták az új E6 típusú motor- és c6 típusú pótkocsikat, melyek 1980-tól kezdve fokozatosan álltak szolgálatba. További fejlesztés volt még az 1980-ban újonnan épült Thaliastraße állomás, majd 1987-ben Michelbeuern állomás átadása.
Az utolsó üzemelő Stadtbahnvonal megszüntetését 1983-ban kezdték el. A terve szerint a Stadtbahn felhasználásával építenek Bécsnek egy ötödik metróvonalat. A déli végállomását Meidling vasútállomásnál (akkori nevén Philadelphiabrücke) képzelték el. A Stadtbahn az átalakításban először 1985-ben lett érintett, amikor is Meidling Hauptstraße ↔ Gumpendorfer Straße szakaszt 1985. április 15-én megszüntették, mivel az új U6-os metrót már nem tervezték Meidling Hauptstraßehoz bevinni.

### Átadják az U6-os metrót

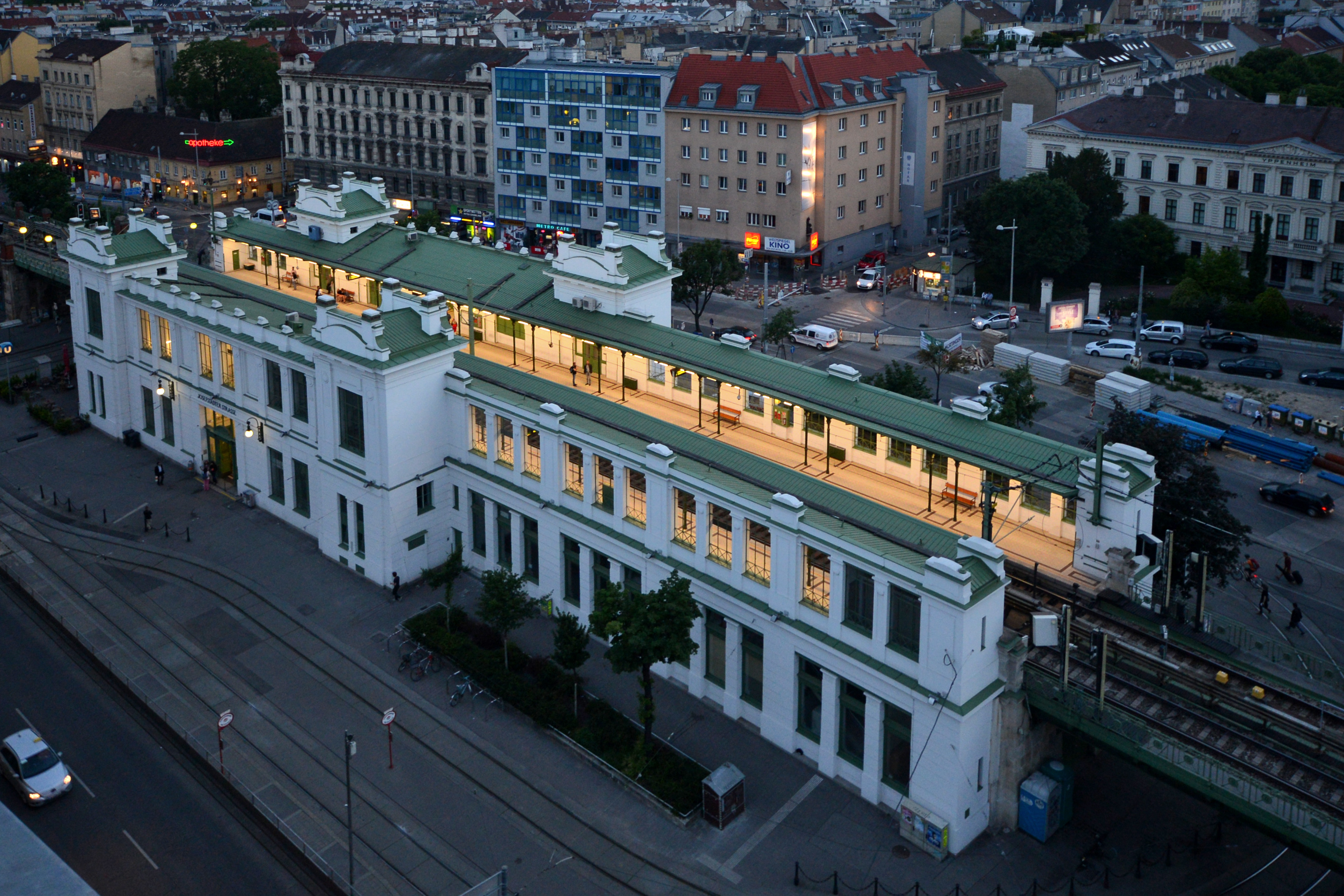
Régen a gőzvasút használta, utána Stadtbahn, ma a metró – 1898 óta a már műemlék Josefstädter Straße állomás sok mindent átélt.

1989-ben a Stadtbahn véglegesen megszűnt. Ekkor adták az U6-os metrót, melyet az egyetlen üzemelő Stadtbahnvonal, a Gürtellinie felhasználásával alakítottak ki. Ezt a szakaszt a többi Stadtbahnvonallal ellentétben azonban nem fokozatosan, hanem egyszerre alakították át metróvá. Költséghatékonyságból nem építettek ki harmadik sínt, az áramellátást változatlanul felsővezeték segítségével oldották meg, ami máig is így működik. Új szerelvényeket sem vásároltak, hanem a régi Stadtbahnkocsikat, az E6 és c6 járműveket közlekedtették egy kisebb átalakítással.
A metróvá alakításal egyidejűeg megnyitották déli irányba pluszba kiépült a vonalat is Philadelphiabrücke (ma: Bahnhof Meidling) állomásig. A régi Gürtellinie utódjakét szolgáló U6-os metró az U4-es metrót már nem Meidling Hauptstraße megállónál, hanem egy új állomásnál keresztezte, aminek a Längenfeldgasse nevet adták. Längenfeldgasse állomás megépülésével az U4 vonalát is módosították, mivel eredetileg a Wien folyó partján haladt. Az U6-os jelzésű metró 1989. október 7. óta szállít utasokat, akkor még Philadelphiabrücke (az állomás mai neve: Bahnhof Meidling) állomástól indult, majd Nußdorfer Straße megállóig egyben haladt, majd két részre bontva északon egyes vonatok Friedensbrückehez, még másikak Heiligenstadthoz közlekedtek.

### A Friedensbrückei ág megszüntetése

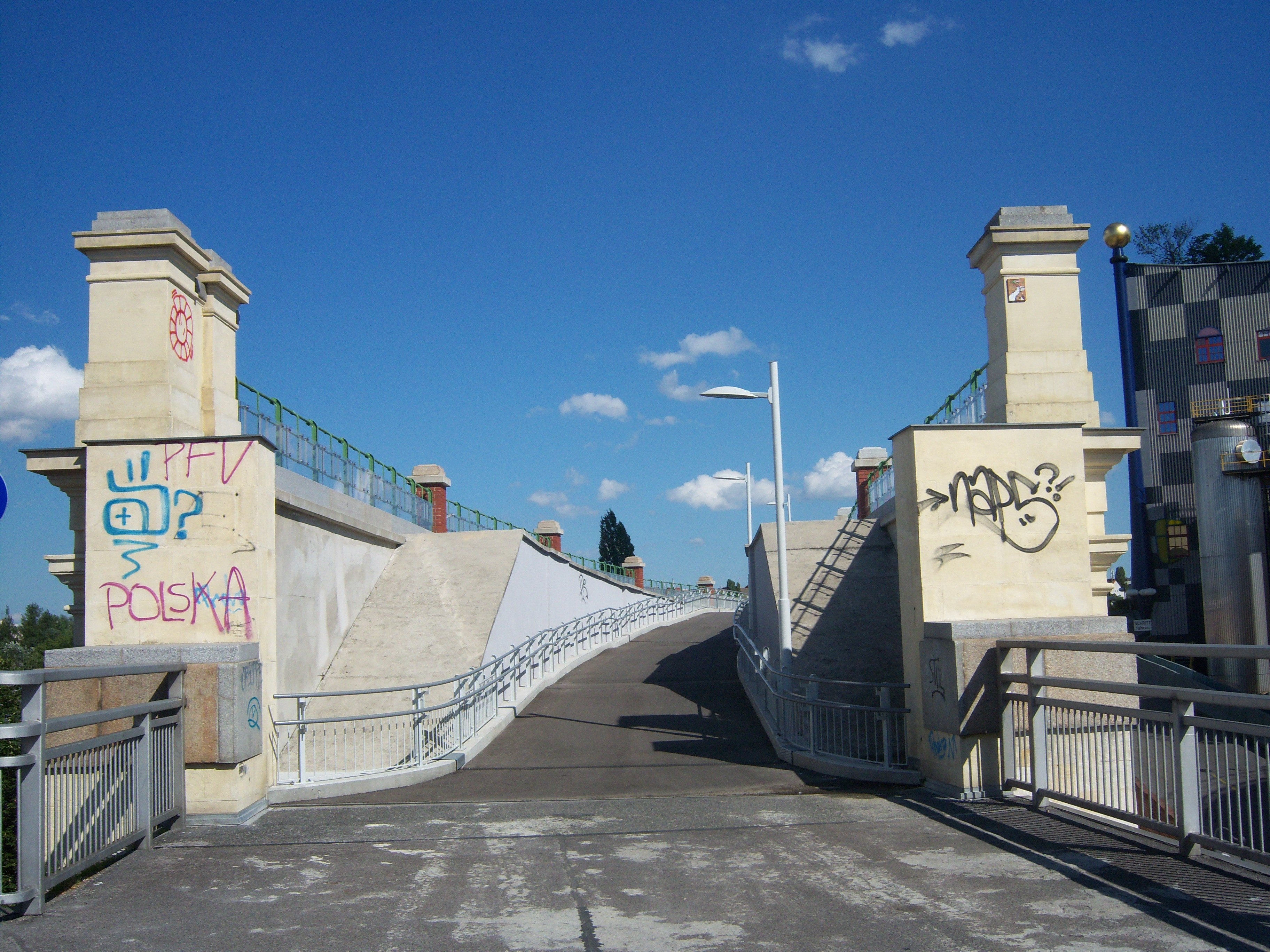
Járda a metró egykori helyén, ez a pálya vezetett Friedensbrücke megállóhoz

1991. március 4-én a Nußdorfer Straße ↔ Friedensbrücke szakaszt megszüntették. Nußdorfer Straße állomás változatlanul megmaradt, Friedensbrücke állomáson pedig alapból átment az U4, így köztes állomások híján egyik metróállomás sem maradt metró nélkül. A szakasz megszüntetése után minden járatnak Heiligenstadt lett az északi végállomása. A megszüntetett pályát a később megépített Spittelau állomásig meghagyták, onnantól pedig járdává át alakították.

### Hosszabbítás délen Siebenhirtenig, északon Floridsdorfhoz

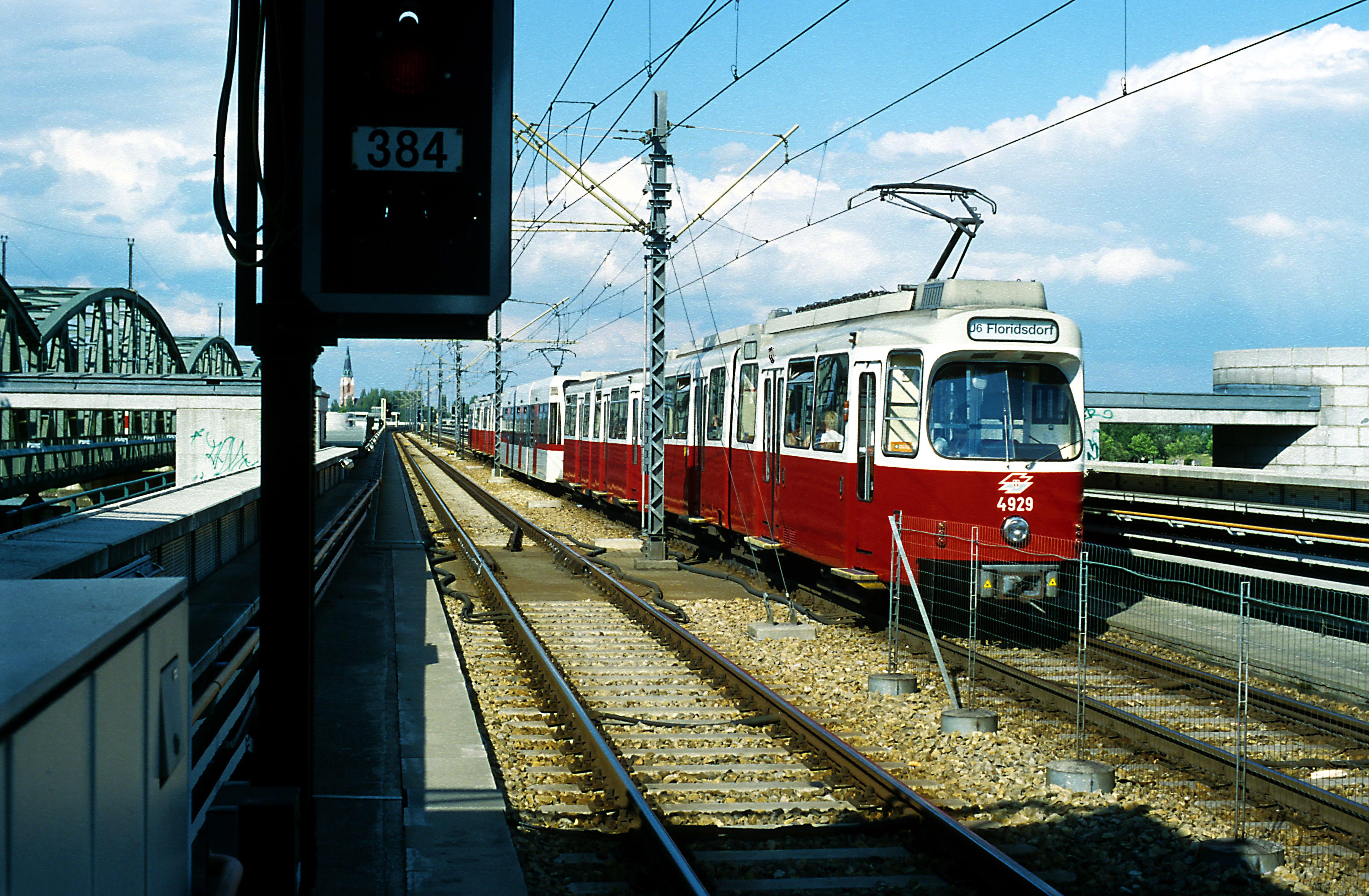
Szerelvény a Floridsdorfhoz felé vezető pályán. A szerelvény egy érdekes felállítású, a különböző évjáratú T és E6/c6 kocsik egymással összakapcsolva közlekednek vegyes szerelvényben

1995. április 15-e óta Philadelphiabrücke (ma: Bahnhof Meidling) megállótól meghosszabbítva, Siebenhirten végállomásig járnak a járatok. Ez egy 5,1 km-es hosszabbítás volt, ahol főleg takarékosságból a felszínen vezették a metrót. A teljes elkészülés előtt a már meglévő pályára rávezették a 64-es gyorsvillamost. Új állomásai Siebenhirten, Perfektastraße, Erlaaer Straße, Alterlaa, Am Schöpfwerk és Tscherttegasse állomások lettek.
1996. május 4-én a köztes állomás nélküli Nußdorfer Straße és Heiligenstadt közötti szakaszt megszüntették, hogy az U6-os metró egy új, hosszabb pályán közlekedhessen. A megszüntetett vonalszakasz hídjai kisebb-nagyobb kihagyással még ma is láthatóak. A korábban szintén megszüntetett, de el nem bontott Friedensbrücke felé vezető pálya egy részének felhasználásával 1996-ban tovább hosszabbodott a vonal. Az U4-es metróval történő találkozásra az újonnan átadott Spitelau állomást jelölték meg. Az U4-et ezen az új ponton metszve az U6-os metrót egészen Floridsdorfig hosszabbították, így nyerte el mai formáját. 1996. május 4-e óta használhatják az utasok Floridsdorf és Nußdorfer Straße között az U6-os metrót. Új állomásai Floridsdorf, Neue Donau, Handelskai, Dresdner Straße, Jägerstraße és Spittelau.

### Összefoglaló táblázat
| Év        | Végállomások                                                           |
| --------- | ---------------------------------------------------------------------- |
| 1989–1991 | Philadelphiabrücke – Friedensbrücke Philadelphiabrücke ↔ Heiligenstadt |
| 1991–1995 | Philadelphiabrücke – Heiligenstadt                                     |
| 1995–1996 | Siebenhirten – Heiligenstadt                                           |
| 1996–     | Siebenhirten – Floridsdorf                                             |

| A metróvonal hossza | A metróvonal hossza | A metróvonal hossza | A metróvonal hossza | A metróvonal hossza |
| ------------------- | ------------------- | ------------------- | ------------------- | ------------------- |
| Átadás napja        |                     |                     |                     | Hossz               |
| 1989.10.07.         | 1989.10.07.         |                     | 10,6 km             | 10,6 km             |
| 1991.03.04.         | 1991.03.04.         |                     | 9,3 km              | 9,3 km              |
| 1995.04.15.         | 1995.04.15.         |                     | 14,4 km             | 14,4 km             |
| 1996.05.04.         | 1996.05.04.         |                     | 17,3 km             | 17,3 km             |
|                     |                     |                     |                     |                     |

## Járművek
A vonalon az 1980-as évek közepe óta közlekedtek E6-os motorkocsik c6-os pótkocsikkal, kezdetben még Stadtbahn-járműként. Ezek a kocsik villamosként is tudtak közlekedni. A Stadtbahn metróvá építésekkor egy kisebb átalakítással megtartották őket a vonalon, így csökkentették a költségeket. 2004-ben a Wiener Linien rendelt T sorozatú kocsikat is, melyek kompatibilisek voltak a régebbi gyártmányú kocsikkal, közel 15 évig vegyes szerelvényekben közlekedtek. Egy ilyen vegyes szerelvény felépítése a következő volt: E6+c6+T+c6+E6. A régebbi E sorozatú kocsik 2008. december 24-én búcsúztak el a vonaltól. Azóta csak az alacsony-padlós T1 és T sorozatú kocsik közlekednek. A megnövekedett igények miatt 2014-ben újabb 20 metrókocsit vásároltak, melyből 5 szerelvényt tudtak összeállítani. Ezek a kocsik alkalmasak arra, hogy hagyományos villamoskocsiként közlekedjenek, ám erre többek között nagy űrszelvényük miatt sem sűrűn kerül sor Bécsben.
A járműkiadást a Stadtbahnnal egyidős Michelbeuern kocsiszín látja el.

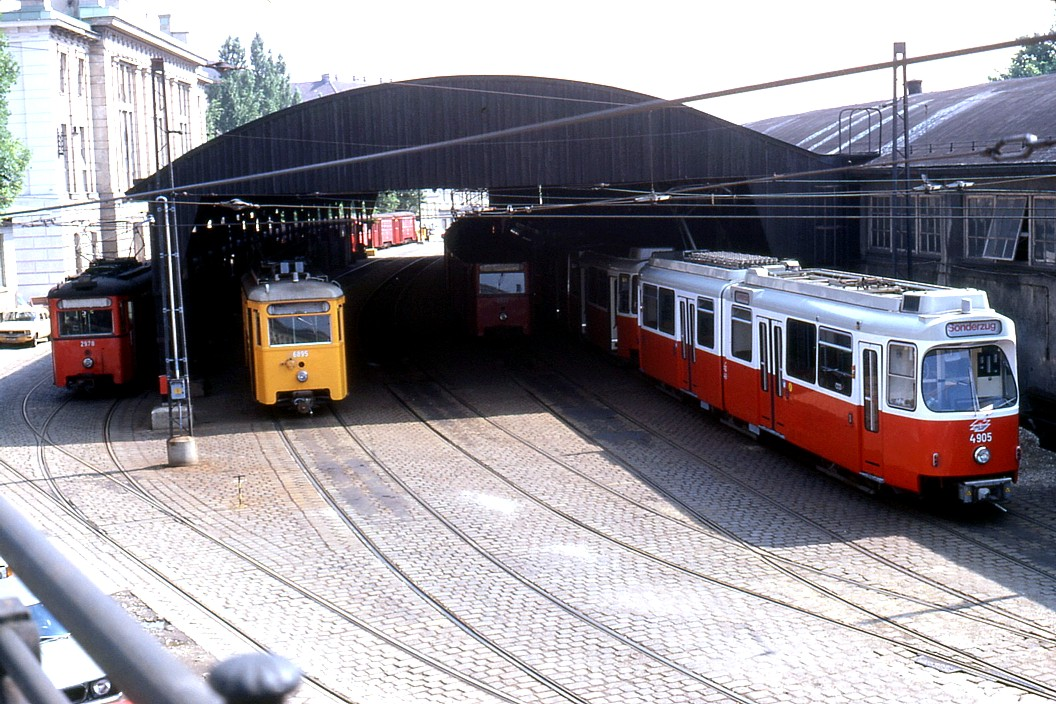
Michelbeuern kocsiszín még a Stadtbahn szolgálatában 1981-ben N1 és E6 járművekkel...
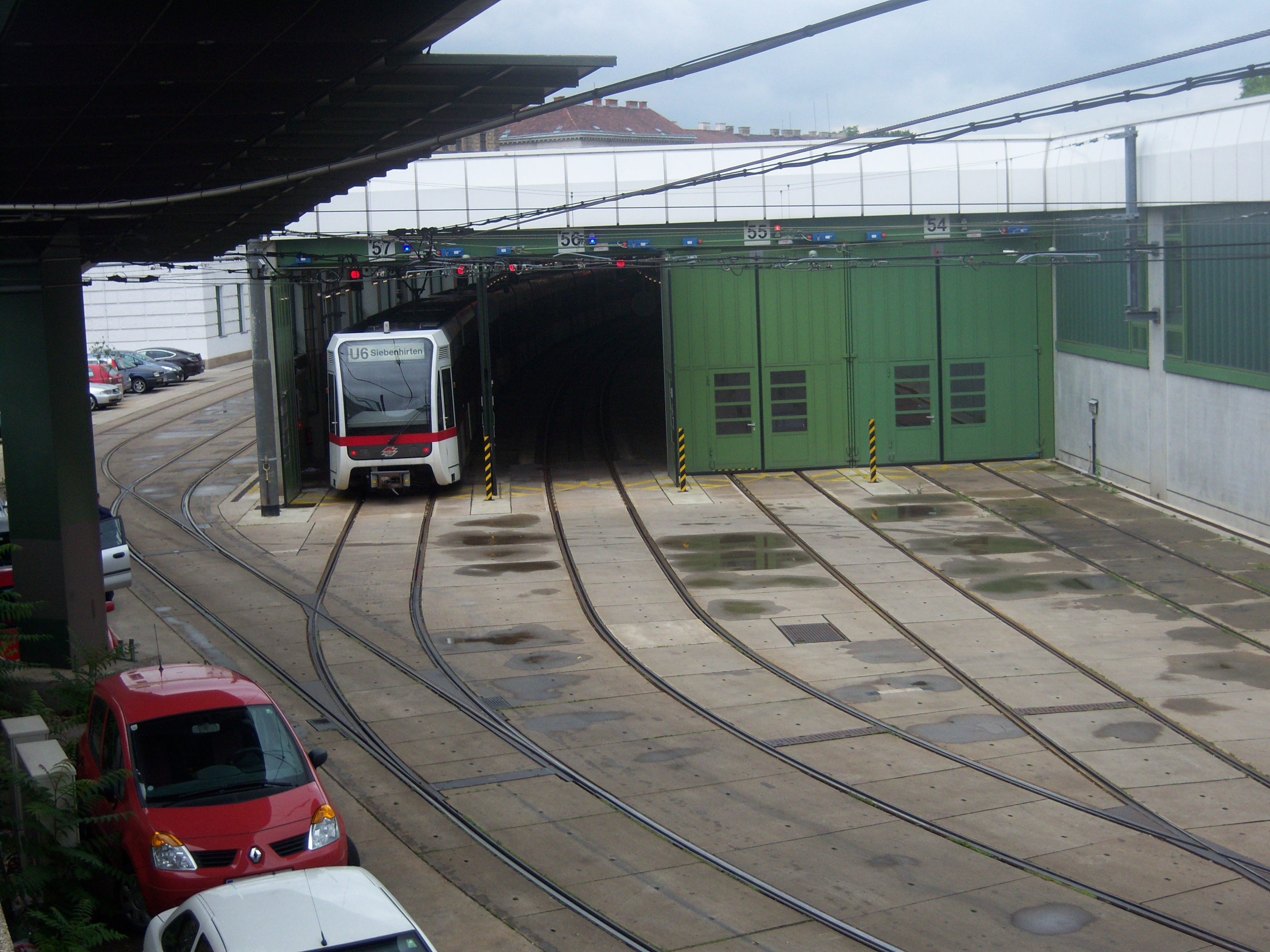
...és napjainkban a T sorozatú járművekkel
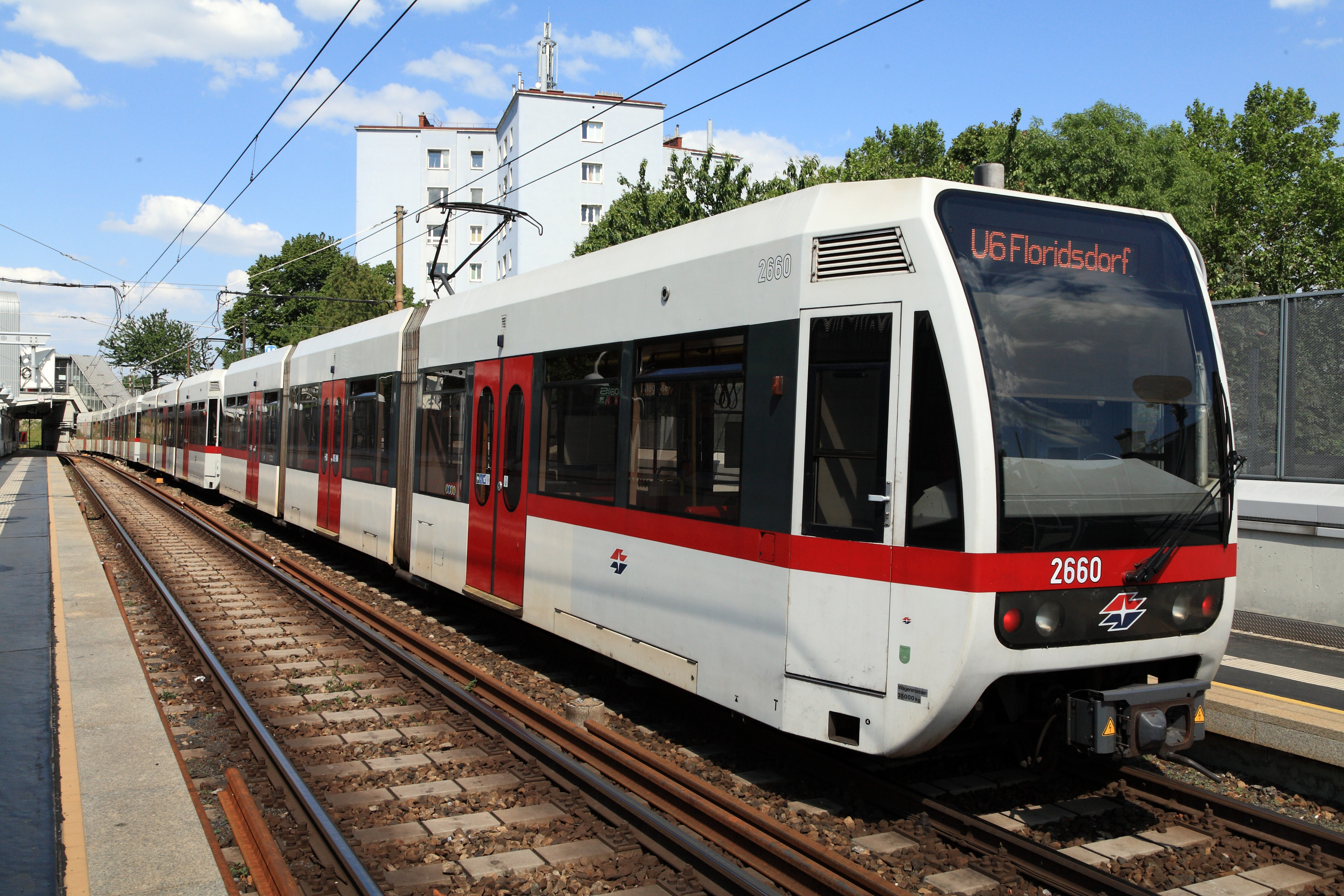
T metrókocsi
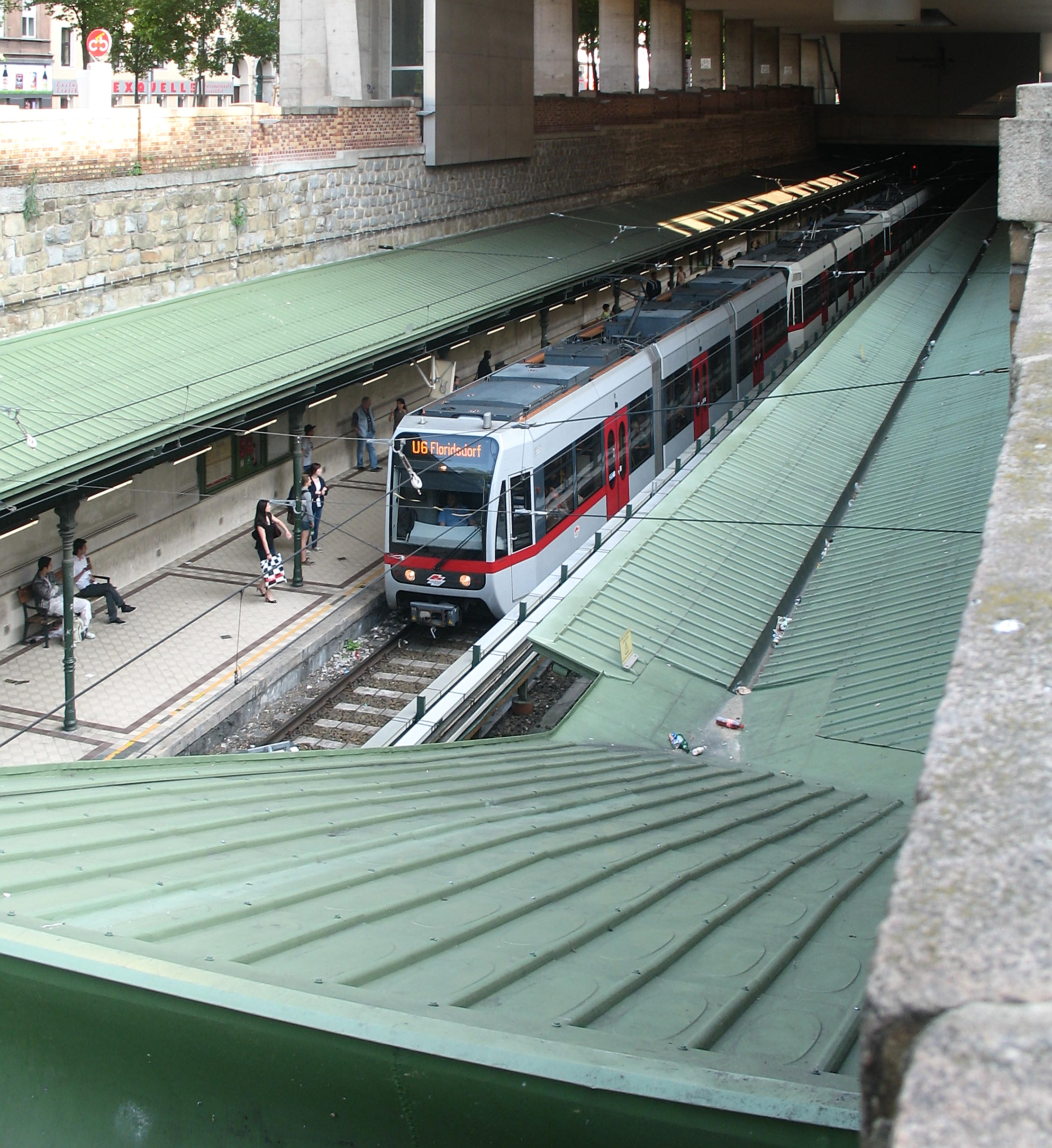
Legelöl egy T1 metrókocsi, mögötte 2 db T
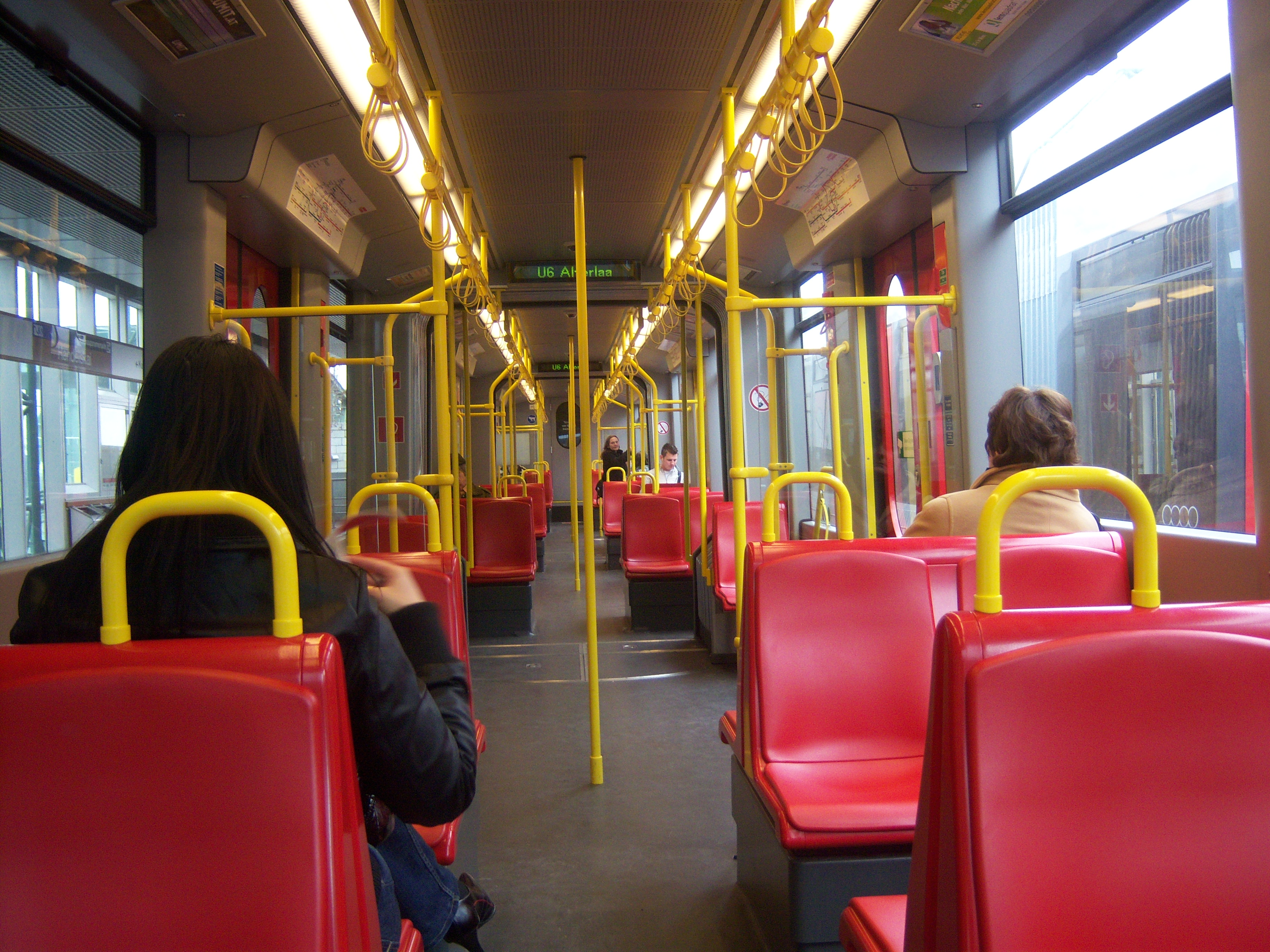
Egy T1 utastere
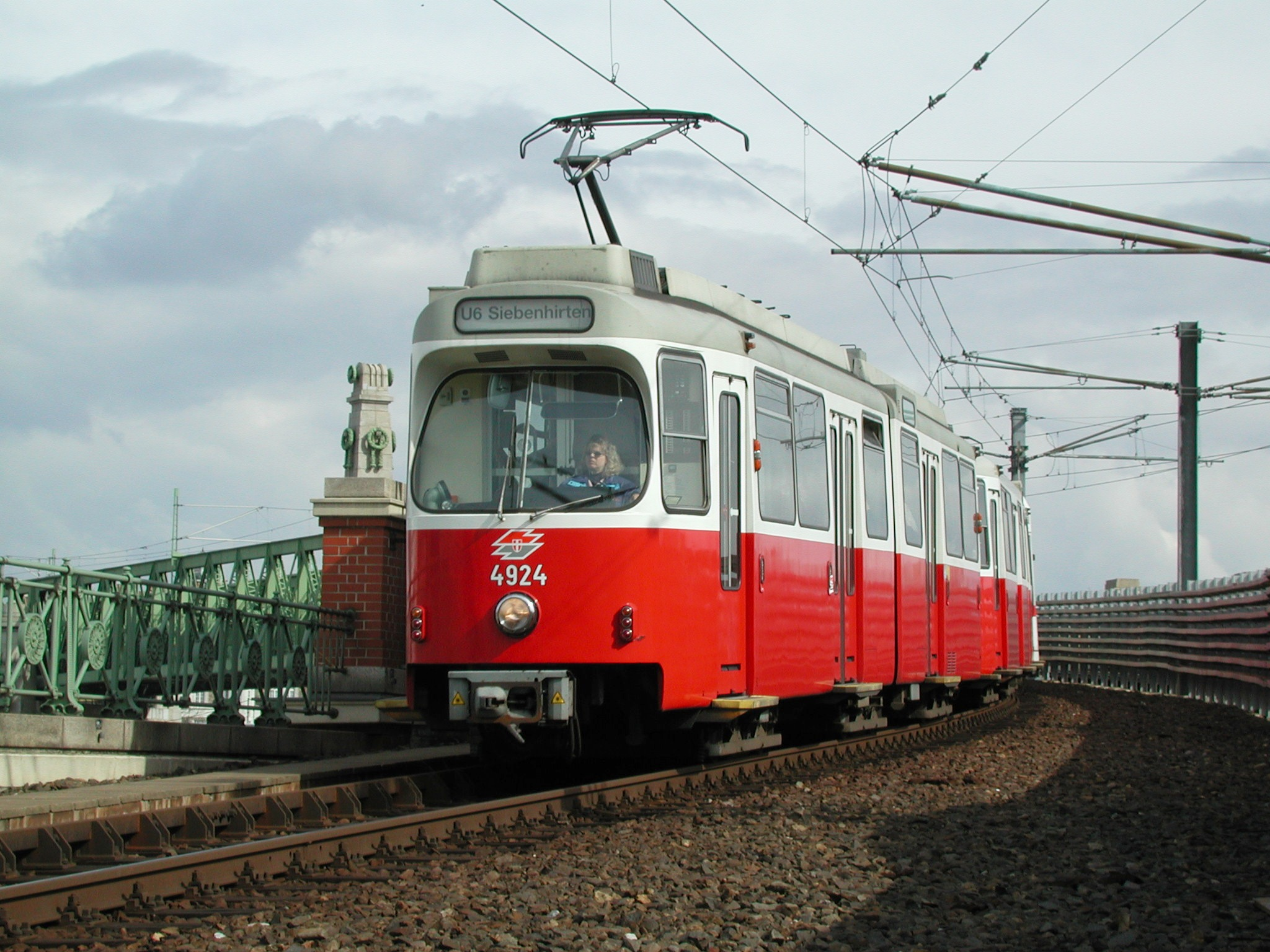
E6 metrókocsi

## Állomáslista és átszállási kapcsolatok
Egyes időszakokban minden második szerelvény csak Alterlaa megállóig közlekedik.
| U6 (Floridsdorf ◄► Siebenhirten) | U6 (Floridsdorf ◄► Siebenhirten)                    | U6 (Floridsdorf ◄► Siebenhirten) | U6 (Floridsdorf ◄► Siebenhirten)                                                | U6 (Floridsdorf ◄► Siebenhirten)                                                                  |
| U6 (Floridsdorf ◄► Alterlaa)     | U6 (Floridsdorf ◄► Alterlaa)                        | U6 (Floridsdorf ◄► Alterlaa)     | U6 (Floridsdorf ◄► Alterlaa)                                                    | U6 (Floridsdorf ◄► Alterlaa)                                                                      |
| Perc (↓)                         | Állomás [magyar név]                                | Perc (↑)                         | Átszállási kapcsolatok                                                          | Fontosabb létesítmények                                                                           |
| -------------------------------- | --------------------------------------------------- | -------------------------------- | ------------------------------------------------------------------------------- | ------------------------------------------------------------------------------------------------- |
| 0                                | Floridsdorf végállomás                              | 34                               | S1 , S2 , S3 , S4 , S7 25, 26, 30, 31 28A, 29A, 33A, 34A                        | Wien Floridsdorf vasútállomás                                                                     |
| 2                                | Neue Donau [Új Duna]                                | 32                               | 20A, 20B                                                                        |                                                                                                   |
| 3                                | Handelskai [Kereskedelmi rakpart]                   | 30                               | S1 , S2 , S3 , S4 , S7 , S45 5A, 11A, 11B                                       | Wien Handelskai vasútállomás                                                                      |
| 4                                | Dresdner Straße [Drezdai utca]                      | 29                               | 2 5A, 37A                                                                       |                                                                                                   |
| 6                                | Jägerstraße [Vadász utca]                           | 28                               | 31, 33 5B                                                                       |                                                                                                   |
| 7                                | Spittelau                                           | 27                               | U4 S40 D 35A, 37A                                                               | Wien Spittelau vasútállomás, Közgazdasági Egyetem                                                 |
| 9                                | Nußdorfer Straße [Nußdorfi utca]                    | 25                               | 37, 38 35A, 37A                                                                 |                                                                                                   |
| 10                               | Währinger Straße–Volksoper [Währingi utca–Népopera] | 23                               | 40, 41, 42 40A                                                                  | Népopera                                                                                          |
| 12                               | Michelbeuern-AKH                                    | 22                               | 42                                                                              | Allgemeines Krankenhaus (Általános kórház – Bécs és egyben a világ legnagyobb kórházainak egyike) |
| 13                               | Alser Straße                                        | 21                               | 43, 44                                                                          |                                                                                                   |
| 14                               | Josefstädter Straße [Józsefvárosi utca]             | 19                               | 2, 33                                                                           |                                                                                                   |
| 15                               | Thaliastraße                                        | 18                               | 46 48A                                                                          |                                                                                                   |
| 16                               | Burggasse–Stadthalle [Várköz–városi csarnok]        | 17                               | 6, 9, 18, 49 48A                                                                | Bécsi Főkönyvtár, Wiener Stadthalle (Városi Csarnok)                                              |
| 18                               | Westbahnhof [Nyugati pályaudvar]                    | 15                               | U3 S50 5, 6, 9, 18, 52, 60                                                      | Mariahilfer Straße, Wien Westbahnhof vasútállomás (Nyugati pályaudvar)                            |
| 20                               | Gumpendorfer Straße [Gumpendorfi utca]              | 14                               | 6, 18 57A                                                                       |                                                                                                   |
| 22                               | Längenfeldgasse [Längenfeld köz]                    | 12                               | U4 12A                                                                          |                                                                                                   |
| 23                               | Niederhofstraße                                     | 11                               | 10A, 63A                                                                        |                                                                                                   |
| 25                               | Bahnhof Meidling [Meidling vasútállomás]            | 9                                | S1 , S2 , S3 , S4 , S60 , S80 62 7A, 7B, 8A, 9A, 15A, 59A, 62A Wiener Lokalbahn | Wien Meidling vasútállomás                                                                        |
| 27                               | Tscherttegasse                                      | 7                                |                                                                                 |                                                                                                   |
| 28                               | Am Schöpfwerk                                       | 6                                | 16A                                                                             |                                                                                                   |
| 30                               | Alterlaa                                            | 4                                | 60A, 64A, 64B, 66A, 67B                                                         |                                                                                                   |
| 32                               | Erlaaer Straße                                      | 2                                |                                                                                 |                                                                                                   |
| 33                               | Perfektastraße                                      | 1                                | 61A, 64A                                                                        |                                                                                                   |
| 34                               | Siebenhirten végállomás                             | 0                                | 61B                                                                             |                                                                                                   |

## Galéria

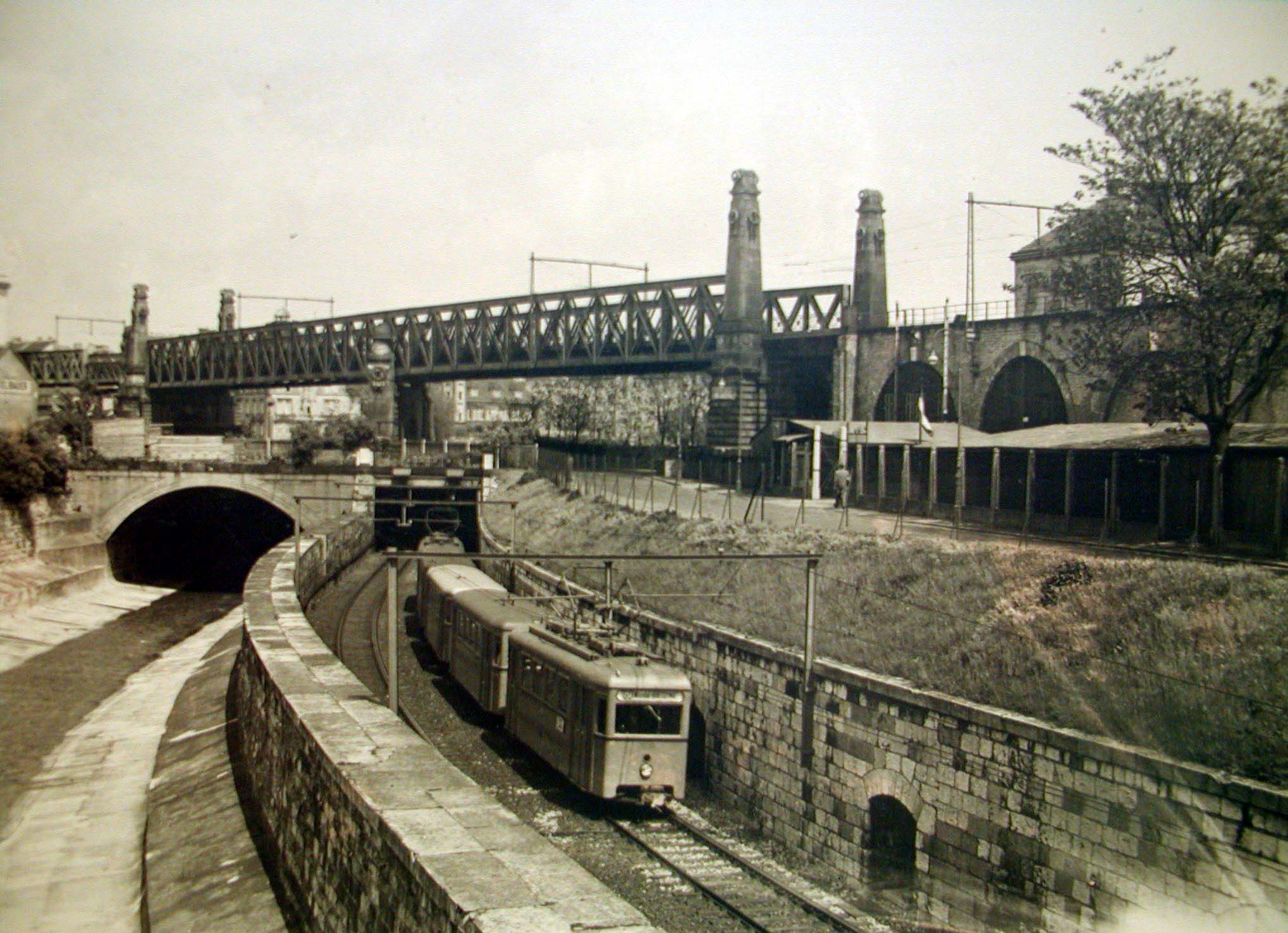
A régi bécsi városi vasút a mai Längenfeldgasse állomás közelében
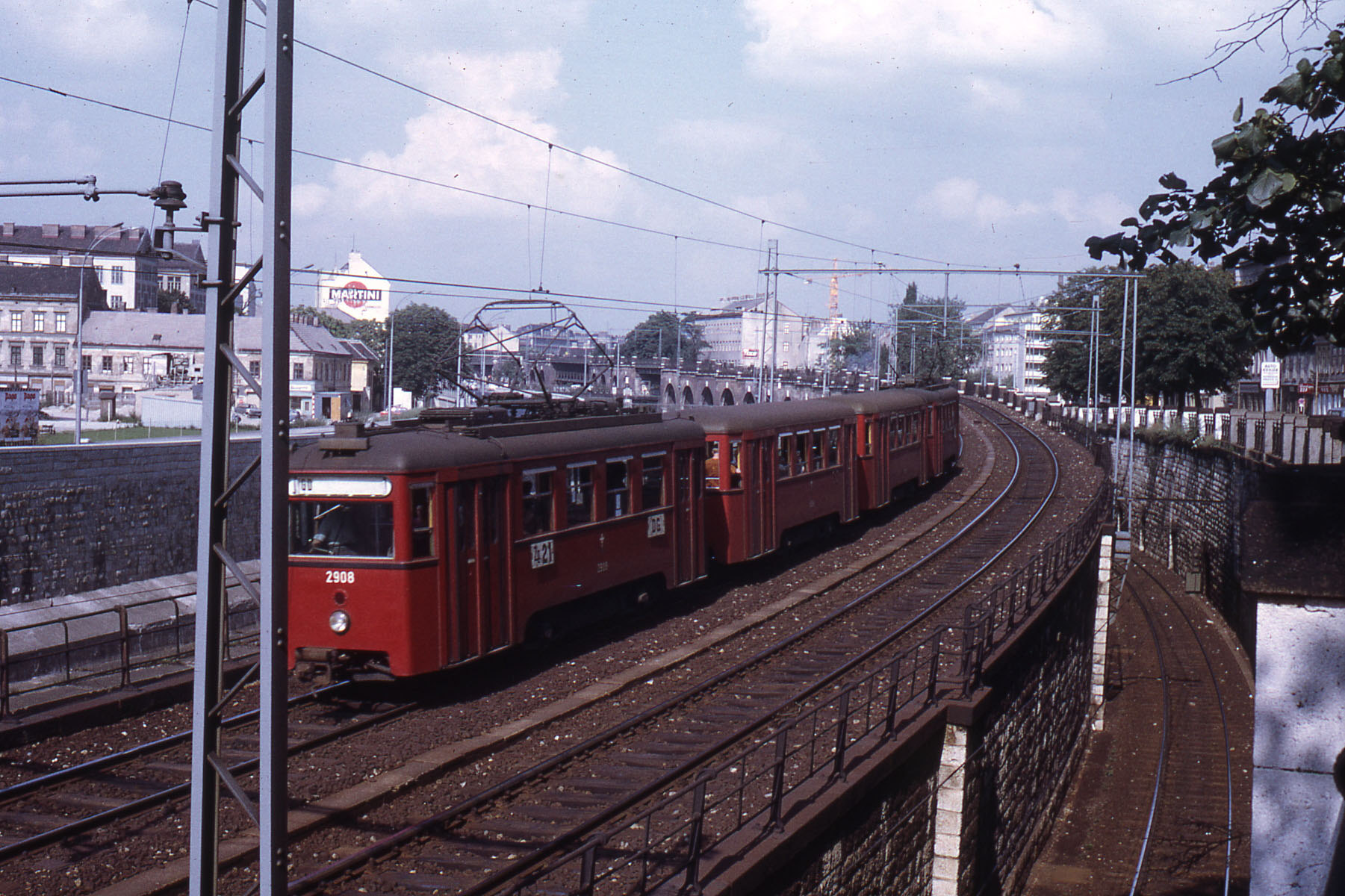
Stadtbahn-t 1925-ben villamosították
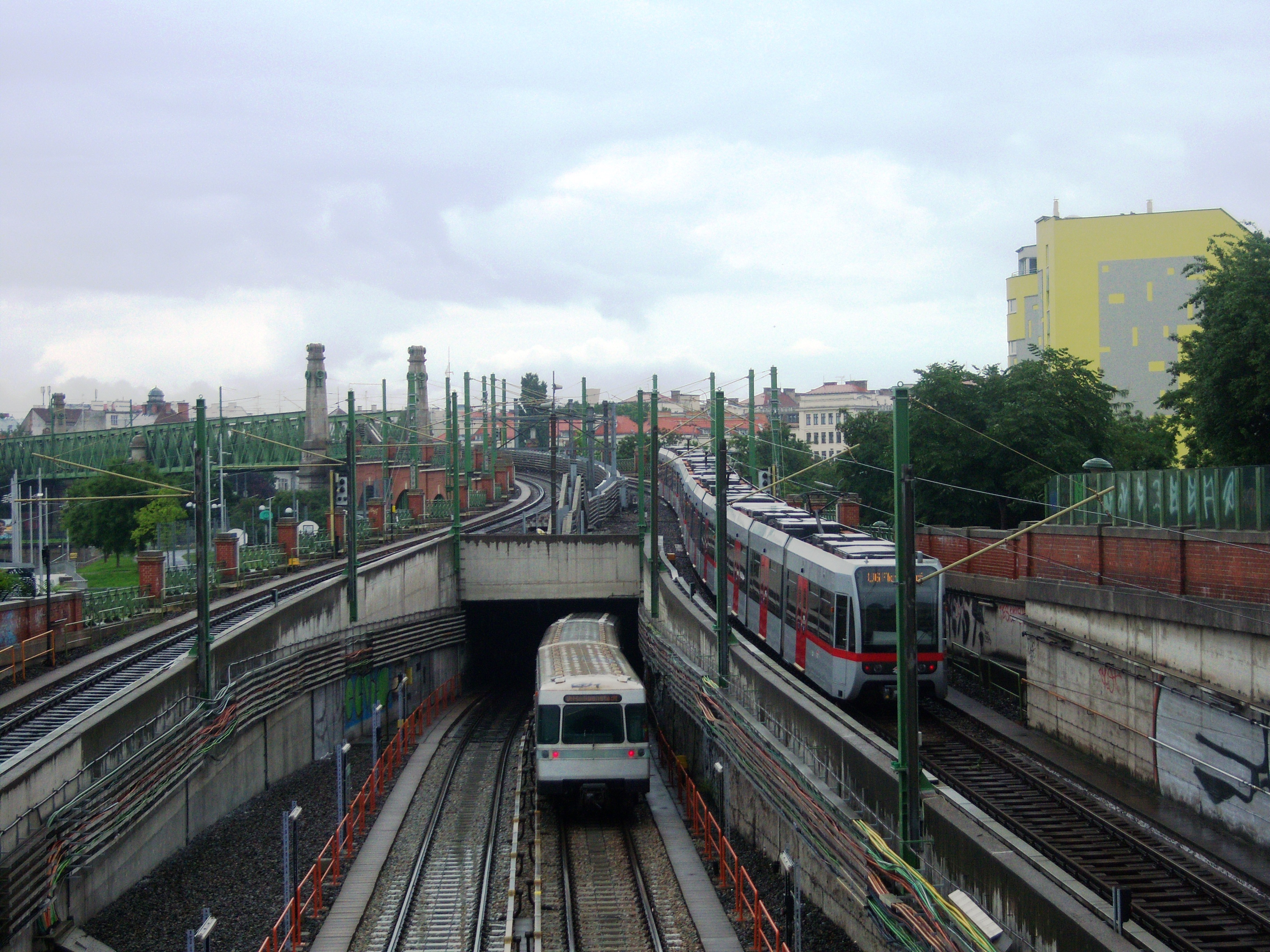
Az U4 és az U6 a Längenfeldgasse állomás közelében
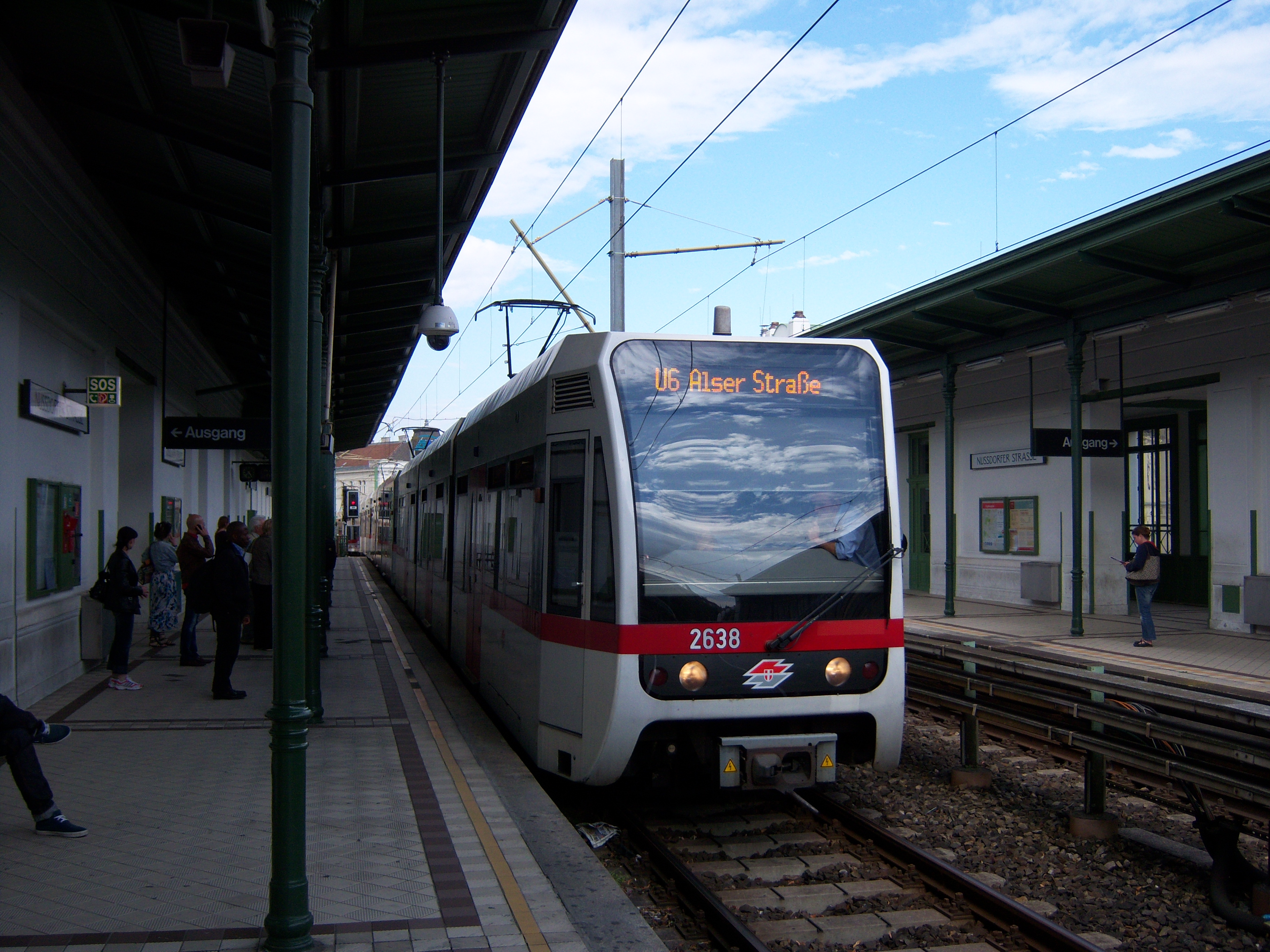
Nußdorfer Straße állomás napjainkban
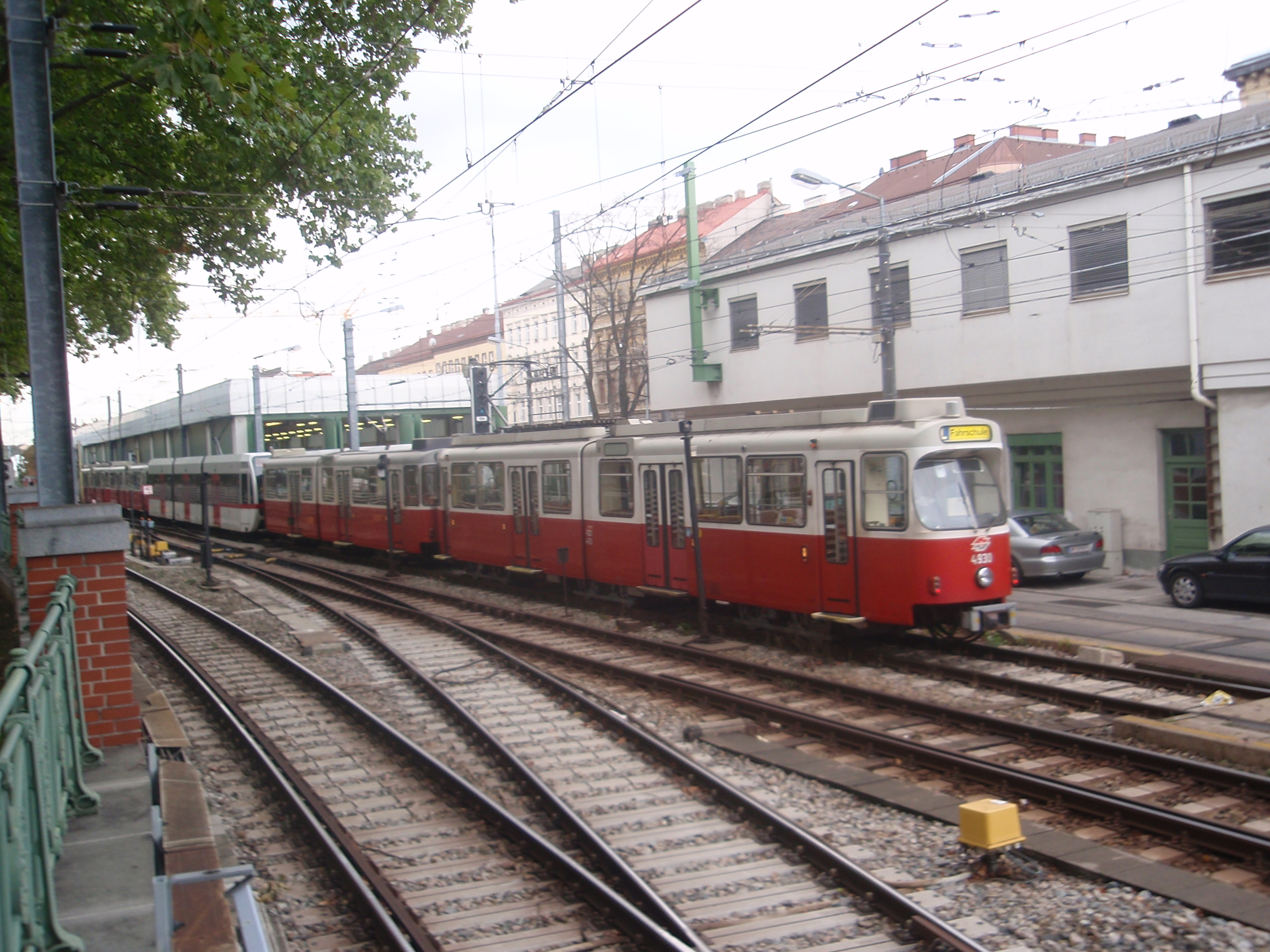
E6 és T járművek vegyes szerelvényben
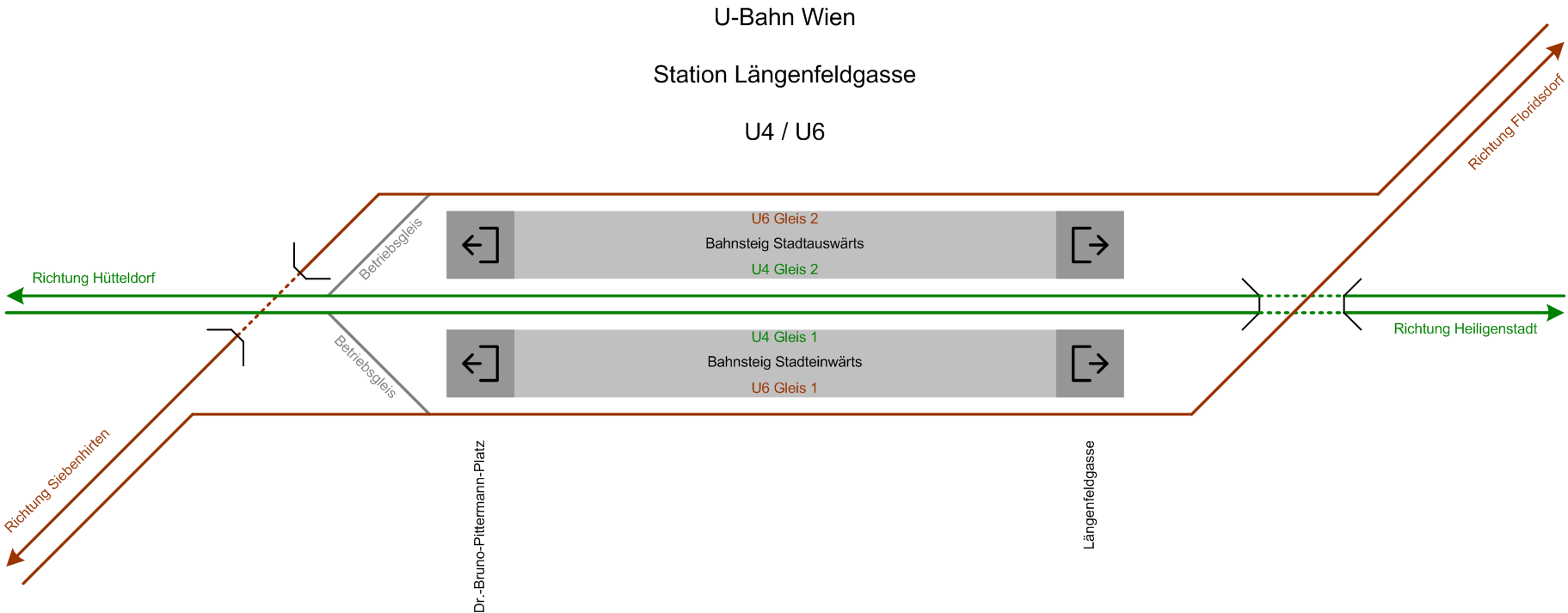
Längenfeldgasse állomáson zseniálisan oldották meg az U4-re történő átszállást